# Barbeuia madagascariensis
Barbeuia madagascariensis là một loài dây leo chỉ sống trên đảo Madagascar. Nó cũng là loài duy nhất của chi Barbeuia.
Chi Barbeuia đôi khi được đặt trong họ của chính nó với danh pháp Barbeuiaceae. Hệ thống APG III năm 2009 (không đổi so với hệ thống APG II năm 2003) công nhận họ này và đặt nó trong bộ Caryophyllales của nhánh core eudicots. Đây là sự thay đổi so với hệ thống APG năm 1998, trong đó người ta không công nhận họ Barbeuiaceae. Đối với một số tác giả, chi này được đặt trong họ Phytolaccaceae (cùng bộ Caryophyllales).

## Hình ảnh

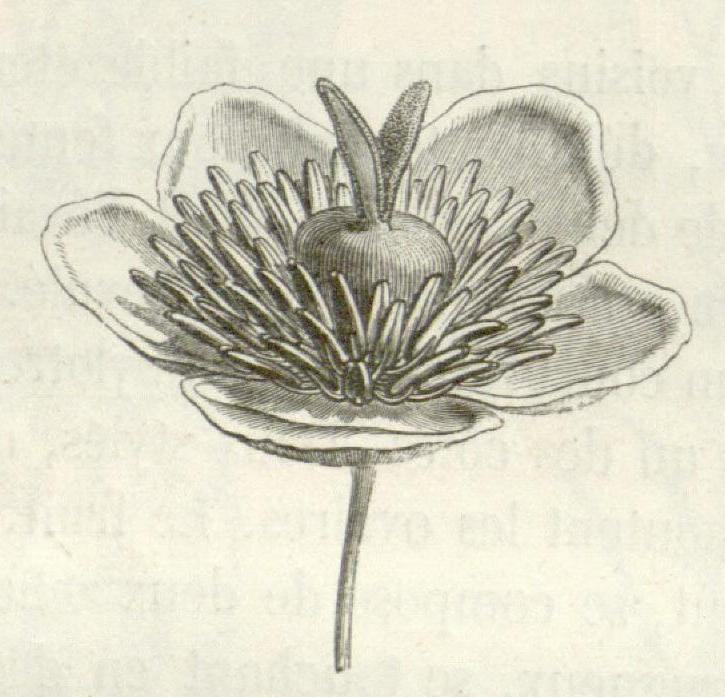